# Trebendorfer Tiergarten
Das Naturschutzgebiet Trebendorfer Tiergarten liegt im Landkreis Görlitz in Sachsen. Es ist nahezu deckungsgleich mit dem unwesentlich kleineren FFH-Gebiet gleichen Namens.

## Geografie
Das geschützte Gebiet erstreckt sich nordwestlich der Kernstadt Weißwasser/Oberlausitz und südöstlich von Trebendorf. Die Bahnstrecke Berlin–Görlitz begrenzt es im Norden, die ehemalige Tonbahnstrecke der Waldeisenbahn Muskau im Osten und die Kreisstraße 8476 (Trebendorf–Weißwasser) im Süden. Die westliche Gebietsgrenze wird durch einen geschotterten Waldweg markiert.

## Bedeutung
Das 201 ha große Gebiet mit der NSG-Nr. D 88 wurde im Jahr 1961 unter Naturschutz gestellt. Das 196 ha große Teilgebiet steht seit Juni 2002 zusätzlich als FFH-Gebiet Trebendorfer Tiergarten unter Schutz.

## Belege
1. ↑  Trebendorfer Tiergarten. European Environment Agency, abgerufen am 25. März 2022 (englisch).